# Federalismus

Federace
Ostatní formy vlády

Federalismus je systém vládnutí na území, kde existuje dělba politické moci mezi ústředními orgány se sídlem v hlavním městě a orgány nižších administrativně-územních jednotek, které mohou mít různé názvy (stát, spolková země, kanton, provincie...). Zatímco rozhodující celostátní kompetence, například právo řídit měnový systém či přijímat zahraničněpolitické rozhodnutí, si vyhrazuje centrum, podřízené celky nejednou disponují významnou politickou autonomií (například v otázkách školství, zdravotnictví, sociálních zařízení, silniční infrastruktury apod.).

## Popis
Federální zřízení je typické zejména pro velmi rozsáhlé krajiny (jako jsou např. Austrálie, Brazílie, Kanada, Indie či Spojené státy) nebo pro země, které jsou vnitřně rozdělené, ať už etnicky, jazykově nebo historicky, ačkoli tvoří kompaktní zeměpisný celek (např. Belgie, Švýcarsko), a nebo kombinace obojího (např. Rusko). Hlavním ukazatelem faktické moci územních jednotek federace je jejich velikost podílu na celostátních příjmech, který mají pod kontrolou, tedy ve srovnání s celkovou částkou financí, jejichž toky řídí přímo federální centrum. Protipólem federace je unitární stát (např. Česko), kde jsou všechna zásadní rozhodnutí přijímána na centrální úrovni.